# Daspletosaure
El daspletosaure (Daspletosaurus) és un gènere de dinosaure teròpode tiranosàurid que va viure fa entre 80 i 73 milions d'anys, al Cretaci superior, en el que avui en dia és l'oest de Nord-amèrica. Les restes fòssils de l'única espècie coneguda (D. torosus) es van trobar a Alberta, encara que s'han trobat altres possibles espècies, pendents de ser descrites, a Alberta, Montana i Nou Mèxic. Incloent aquestes espècies sense descriure, Daspletosaurus és el gènere de tiranosaure que conté més espècies.